# C/2013 K1 (Christensen)
C/2013 K1 (Christensen) — одна з довгоперіодичних комет. Ця комета була відкрита 18 травня 2013 року; вона мала 17.4m на час відкриття.